# يوهانس ارتل
يوهانس ارتل (بالألمانية: Johannes Ertl)‏ (13 نوفمبر 1982 بغراتس في النمسا - ) هو لاعب كرة قدم نمساوي في مركز الدفاع. شارك مع منتخب النمسا لكرة القدم. أما مع النوادي، فقد لعب مع أوستريا فيينا وشتورم غراتس وشيفيلد يونايتد وكريستال بالاس ونادي بورتسموث.

## وصلات خارجية
- يوهانس ارتل على موقع قاعدة بيانات كرة القدم.إي يو (الإنجليزية)
- يوهانس ارتل على موقع ناشيونال فوتبول تيمز (الإنجليزية)
- يوهانس ارتل على موقع Soccerbase.com (لاعب) (الإنجليزية)
- يوهانس ارتل على موقع عالم كرة القدم.نت (الإنجليزية)